# Кириченко, Николай Александрович (политик)
Николай Александрович Кириченко (укр. Микола Олександрович Кириченко; род. 12 декабря 1983 года, с. Высшее Соленое, Боровский район, Харьковская область) — украинский предприниматель, аграрий.
Народный депутат Украины IX созыва.

## Биография
В 2006 году окончил Харьковский национальный аграрный университет им. В. В. Докучаева (факультет агрономия, специальность «Семенной контроль»). Учился в Национальной академии государственного управления при Президенте Украины (специальность «Публичное управление и администрирование»).
С 2002 года — физическое лицо-предприниматель. С 2009 года — председатель фермерского хозяйства «Кириченко М». С 2013 года — председатель фермерского хозяйства «Юг». С 2013 года — директор частного предприятия «Частная агрофирма «Злагода».
Депутат Харьковского областного совета VII созыва от ВО «Батькивщина», секретарь постоянной комиссии облсовета по вопросам экологии, чрезвычайных ситуаций и ликвидации их последствий.
Член конкурсной комиссии по передаче в аренду объектов совместной собственности территориальных громад сел, поселков, городов Харьковской областной государственной администрации.
Кириченко является спонсором ООО «Футбольный клуб «Металлист 1925». Член Общественной организации «Чистая окружающая среда Боровщины».

### Парламентская деятельность
Кандидат в народные депутаты от партии «Слуга народа» на парламентских выборах 2019 года, № 53 в списке. На время выборов: физическое лицо-предприниматель, беспартийный. Проживает в с. Высшее Соленое Боровского района Харьковской области.
Член Комитета Верховной Рады по вопросам аграрной и земельной политики.

## Награды
- Медаль «Трудовая слава» за весомый вклад в развитие агропромышленной отрасли и высокий профессионализм[2],
- Медаль «Лидер национального бизнеса» за лидерство в аграрной отрасли[2],
- Медаль «Святой Николай Чудотворец»[2],
- Медаль Международной академии МАРТИС «Золотая Фортуна»[2],
- Орден «За заслуги» III степени (17 ноября 2018 года) — за значительный личный вклад в развитие агропромышленного производства, весомые трудовые достижения, многолетний самоотверженный труд и по случаю Дня работников сельского хозяйства[9].